# Jacques Faty
Jacques Faty (Villeneuve-Saint-Georges, Francia, 25 de febrero de 1985), futbolista francés, de origen senegalés. Juega de defensa o centrocampista y su actual equipo es el Sivasspor de la Superliga de Turquía. 

## Selección nacional
Ha sido internacional con la Selección de fútbol de Francia Sub-21, ha jugado 17 partidos internacionales.

## Clubes
| Club                  | País    | Año         | Partidos | Goles |
| Stade Rennes          | Francia | 2002 - 2007 | 122      | 0     |
| Olympique de Marsella | Francia | 2007 - 2008 | 9        | 0     |
| FC Sochaux            | Francia | 2008 - 2011 | 72       | 3     |
| Sivasspor             | Turquía | 2011 -      | 0        | 0     |

- Datos: Q936621
- Multimedia: Jacques Faty / Q936621